# Kreis Höxter
Kreis Höxter is een Kreis in de Duitse deelstaat Noordrijn-Westfalen. Kreisstadt is de gelijknamige stad. De Kreis telt 139.729 inwoners (31 december 2020) op een oppervlakte van 1.201,42 km². Op 31 december 2020 had 6,19% van de inwoners een niet-Duits staatsburgerschap (8.650 niet-Duitsers) en hadden 140 inwoners het Nederlandse staatsburgerschap.

## Steden

Steden en gemeenten in Kreis Höxter.

De volgende steden liggen in de Kreis:
- Bad Driburg
- Beverungen
- Borgentreich
- Brakel
- Höxter
- Marienmünster
- Nieheim
- Steinheim
- Warburg
- Willebadessen

Bad Driburg · Beverungen · Borgentreich · Brakel · Höxter · Marienmünster · Nieheim · Steinheim · Warburg · Willebadessen
Zie ook: Lijst van Kreise en kreisfreie steden in Noordrijn-Westfalen